# Mikołaj Trąba
Mikołaj Trąba herbu Trąby (ur. ok. 1358 w Sandomierzu, zm. 2 grudnia 1422 w Lubicy na Spiszu) – arcybiskup gnieźnieński w latach 1412–1422, notariusz królewski od 1390 roku, podkanclerzy koronny 1403–1412, arcybiskup lwowski w latach 1410–1412, kanonik kapituły w Kruszwicy przed 1412 rokiem, kanonik kapituły w Kaliszu w 1410 roku, kanonik gnieźnieński w 1405 roku, kanonik krakowski w 1400 roku, kanonik sandomierski w 1399 roku, kanonik w Głuszynie w 1399 roku, kanonik kapituły Św. Floriana w 1403 roku, pierwszy prymas Polski od 1417.
Sprowadził tytuł prymasa dla siebie i swoich następców z soboru w Konstancji. Od roku 1417 każdy arcybiskup gnieźnieński jest nazywany Prymasem Polski.

## Życiorys
Syn naturalny Jakuba scholastyka i dziekana kolegiaty sandomierskiej, szlachectwo i herb otrzymał w drodze adopcji (adoptowany przez męża swojej matki Wilhelma herbu Trąba – rządcy dóbr królewskich na ziemi sandomierskiej).
Doradca Władysława II Jagiełły, zwolennik aktywnej polityki antykrzyżackiej. Był świadkiem pokoju w Raciążku w 1404 roku. Jako podkanclerz stał na czele kancelarii królewskiej Jagiełły. Kancelaria ta wydała, datowany w Opatowie na dzień 10 sierpnia 1409 roku, jeden z memoriałów, który  przypominał o zasługach Jagiełły w dziele chrystianizacji Litwy i wzywał wszystkich adresatów do nieudzielania pomocy Zakonowi przeciw chrześcijańskiej Polsce, kontynuującej ten proces. O Krzyżakach zaś orędzie głosiło:
To tylko jedno ich życzenie aby mogli cudze kraje jakimkolwiek bądź sposobem posiadać. Nie ma wątpliwości, że kiedyś, jeżeli ich Bóg Opatrzny nie ukróci, wszystkie państwa i królestwa pod ich przemocą uklękną. Bezkarność ich nie dopuszcza, aby wola szła za rozumem, ale wymaga przeciwnie, iżby rozum podlegał woli. I ten jest wszystek ich cel i żądanie, swoje w ręku dzierżyć, a cudze zabierać albo nań godzić. Zawsze chcieliby z dobra drugich korzystać, a swego nikomu nie użyczyć; do nabywania rzeczy cudzych nie używają środków prawnych i godziwych, ale gwałtów, zaborów wreszcie takich, nigdy nie poddając się dobrowolnie powrócić nie chcą ani słuchają czyichkolwiek praw czy wyroków. A im kto więcej z miłości i cierpliwości, przed nimi się upokarza, tym oni dumniej pogardzając tą pokorą z szyderstwem go depcą.
Drugi memoriał, datowany w Wolborzu 9 września 1409 roku, odpierał zarzuty Krzyżaków przeciw królowi jakoby przy pomocy pogan chciał wytępić prawdziwą religię Chrystusa. W 29 artykułach memoriał wolborski wykładał polskie skargi przeciw Zakonowi i jego polityce kłamstw i zaborów (bracia zakonni zostali nazwani synami diabła). Brał udział w bitwie grunwaldzkiej przy królu, a po bitwie przeglądał przywileje klasztorne i kierował notariuszami spisującymi łupy i wysyłającymi pisma. Z nadania królewskiego, przez kilka miesięcy po bitwie pod Grunwaldem – do czasu odbicia zamku przez inflanckie posiłki landmarszałka Berna von Hevelmanna – pan na Kowalewie Pomorskim. W czasie trwania oblężenia Malborka w 1410 roku był – wbrew Jagielle – gorącym orędownikiem trwania przy wysiłkach zdobycia stolicy Zakonu.
Przewodniczył polskiej delegacji na soborze w Konstancji 1414–1418, został wysunięty jako kandydat na papieża. Mając na celu uzyskanie pontyfikatu, zasilił antypolską koalicję, czym zraził do siebie mu współczesnych. W 1418 papież Marcin V ofiarowywał mu godność kardynalską, Mikołaj jednak odmówił, gdyż inaczej podporządkowałby się wyłącznej władzy papieży. Papież zadowolił się nadaniem Mikołajowi tytułu Primas Regni, który miał pozostać stałą funkcją arcybiskupów gnieźnieńskich. Po powrocie do kraju prymas musiał tłumaczyć się z przybranej przez siebie postawy i składać przysięgę oczyszczającą go z zarzutu zdrady.
Z jego inicjatywy spisano Cronica conflictus Wladislai Regis Poloniae cum Cruciferis anne Christi 1410 i wydano tzw. Statuty Trąby w 1420 r.
Zmarł 2 grudnia 1422 roku na Węgrzech, jego ciało sprowadził do Gniezna Jan z Tuliszkowa. Według relacji Hieronima Juszyńskiego (1820) na polecenie Trąby sporządzony został zaginiony obecnie kancjonał z pieśniami w języku polskim, nazywany Agendą.
Był obecny przy wystawieniu przez Władysława II Jagiełłę przywileju czerwińskiego w 1422 roku.
Prymas został pochowany w nawie głównej katedry gnieźnieńskiej, przed grobem św. Wojciecha.

## Upamiętnienie
W 2008, z okazji 650-lecia urodzin Mikołaja Trąby odbyła się w Sandomierzu konferencja naukowa Mikołaj Trąba, mąż stanu i prymas Polski.
22 kwietnia 2017 r. została wydana przez Pocztę Polską kartka pocztowa Cp 1772 "600-lecie prymasostwa w Polsce", na której w części ilustracyjnej przedstawiono arcybiskupa Mikołaja Trąbę według grafiki z katalogu Jana Długosza, ze zbiorów Biblioteki Narodowej w Warszawie.

### Kultura masowa
W serialu telewizyjnym Korona królów. Jagiellonowie w postać arcybiskupa Mikołaja Trąby wcielił się Radosław Pazura.

## Literatura dodatkowa
- Bartoszewicz J., Arcybiskupi gnieźnieńscy, Prymasi Rzeczypospolitej i warszawscy i prymasi Królestwa Polskiego, Drukarnia J. Ungra, Warszawa 1858-1865
- Kiryk F. (red.), Mikołaj Trąba, mąż stanu i prymas Polski, Sandomierz 2008, Kraków 2009: ISBN 978-83-925149-7-8
- Krzyżaniakowa J., Początki kariery Mikołaja Trąby, w: Roczniki Historyczne, R.XXXV(1969)
- Paszkiewicz H., Polityka ruska Kazimierza Wielkiego, Kraków 1925 (reprint 2002), ISBN 83-88385-05-4
- Silnicki T., Arcybiskup Mikołaj Trąba, Warszawa 1954